# Ferula rutbaensis
Ferula rutbaensis är en flockblommig växtart som beskrevs av C.C.Towns. Ferula rutbaensis ingår i släktet stinkflokesläktet, och familjen flockblommiga växter. Inga underarter finns listade i Catalogue of Life.